# Яныг-Тангыръя
Яныг-Тангыръя (устар. Яны-Тангыр-Я) — река в Берёзовском районе Ханты-Мансийского автономного округа. Устье реки находится на 19-м км левого берега реки Огуръя. Длина реки 16 км.

## Данные водного реестра
По данным государственного водного реестра России относится к Нижнеобскому бассейновому округу, водохозяйственный участок реки — Северная Сосьва, речной подбассейн реки — Северная Сосьва. Речной бассейн реки — (Нижняя) Обь от впадения Иртыша.